# Chiesa di Sant'Alessandro in Colonna (Bergamo)
(Effemeridi II 539 e III 287 Donato Calvi)»
La chiesa di Sant'Alessandro in Colonna è uno dei tanti edifici religiosi e civili di Bergamo che vennero distrutti nel 1561 per la costruzione delle mura veneziane e si trovava dove è ubicata porta Sant'Alessandro. La tradizione racconta che Santa Grata, raccolte le spoglie di sant'Alessandro, promise che avrebbe fatto costruire tre chiese a lui dedicate, una per ogni colle di Bergamo: colle Sant'Eufemia, San Giovanni e Santo Stefano.

## Storia
Malgrado il primo documento che ufficialmente nomina la chiesa sia il testamento di Taidone, gasindio longobardo, datato 774, questi fa riferimento a un edificio presente già nel secolo precedente. Parrebbe che proprio il re dei longobardi Grimoaldo, convertito al cristianesimo dal vescovo Giovanni, abbia fatto dono al santo titolare di una corona in oro. Non è possibile confermare il dono, essendo molti gli oggetti di valore che i vari regnanti nei secoli hanno posto sulla tomba.
Per i primi anni dalla sua edificazione fu chiesa cimiteriale; dopo il 1134 il Capitolo della chiesa pretese di diventare la sede episcopale, e forse la divenne per un breve periodo. La controversia si protrasse tra questa e la basilica di san Vincenzo per diversi secoli. 

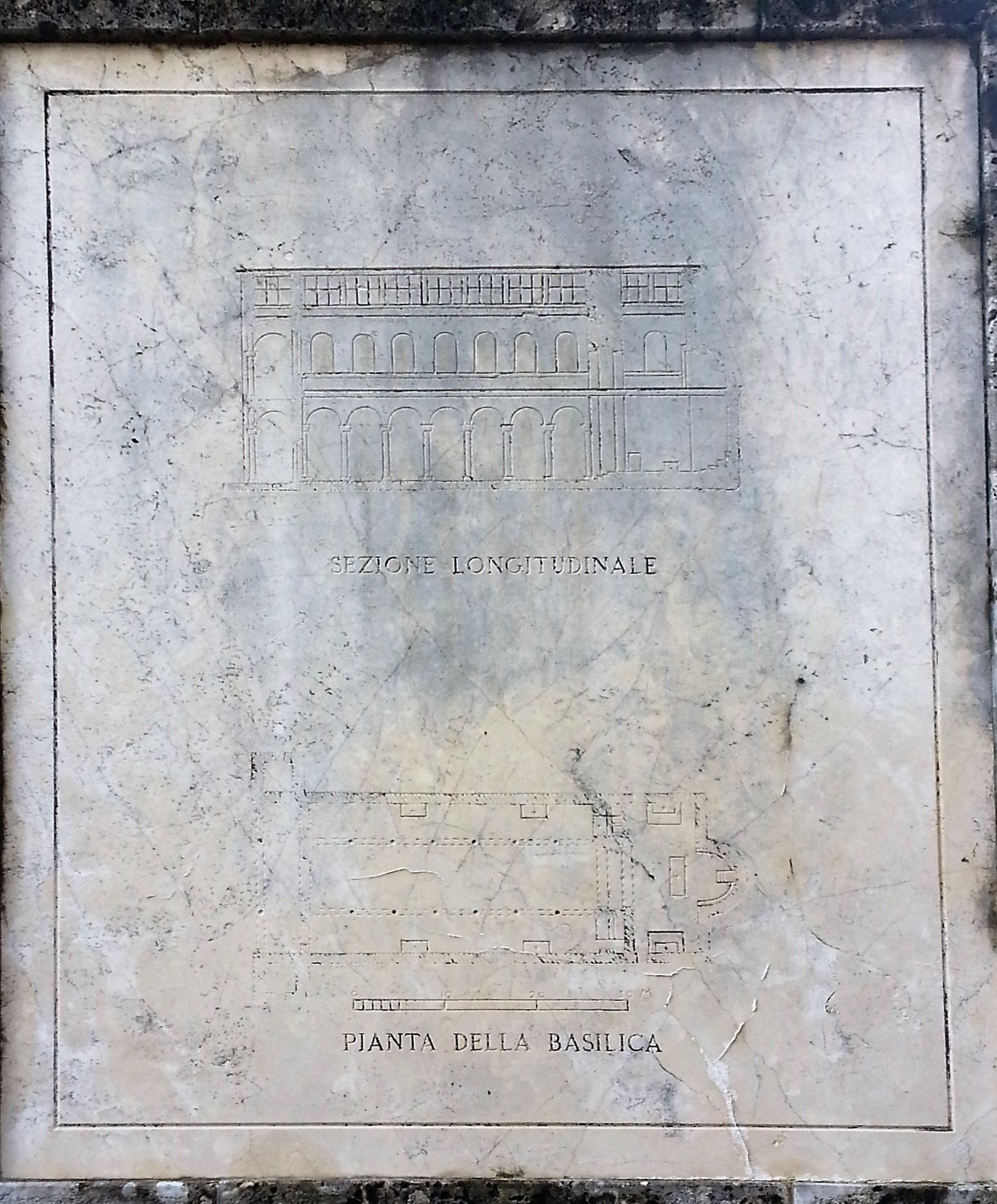
Chiesa di Sant'Alessandro alla Colonna -. Epigrafe 3

La notte del 1º agosto 1561 vennero distrutte alcune zone di città alta di Bergamo, dove c'era il grande complesso monastico di Santo Stefano, e quella che veniva chiamata cittadella alessandrina, poi porta Sant'Alessandro. Vennero distrutti un'ottantina di fabbricati, tra i quali 24 chiese, per potervi costruire e rinforzare le mura venete, dato che la zona che si trovava nella parte di confine più laterale della città alta era considerata poco protetta.
Da porta Sant'Alessandro si arriva in via Borgo Canale, e qui si trovava la chiesa di Sant'Alessandro in Colonna, la prima chiesa paleocristiana della città, dove una colonna e una lastra di marmo indicano il luogo esatto della sua originaria edificazione. Sussidiaria della chiesa risulta essere l'antica chiesa di Santa Maria della Carità che ospitò i primi frati francescani che si stanziarono nella città orobica.
Sant'Alessandro morì martire nel III secolo ed eletto compatrono di Bergamo con san Vincenzo per diventarne poi il solo, il 4 novembre 1689, con atto del vescovo Daniele Giustiniani. Sul luogo del martirio venne costruita la basilica che si trova nella parte bassa della città di Bergamo.
Il testamento di Taidone, cita la presenza di una corte alessandrina dove si trovavano, oltre la chiesa di Sant'Alessandro, anche una dedicata a san Pietro demolita nel 1529, vengono inoltre descritti edifici di proprietà del vescovo, la sua residenza e un locale di ricovero e assistenza per i pellegrini. I terreni intorno alle chiese erano denominati Vigna di Sant'Alessandro.
L'ultima grande celebrazione nella chiesa avvenne il 27 luglio 1561, la descrive il Calvi nel suo Effemeridi II 539 e III 287, il 3 agosto vennero traslate le salme presenti di sant'Alessandro, san Narno e san Viatore nella cattedrale di San Vincenzo, poi, con l'unione dei due capitoli, duomo di Sant'Alessandro.
La sola immagine rimasta della chiesa, è dipinta sulla pala d'altare della Madonna col Bambino, i santi Proiettizio, Giovanni vescovo, Esteria e Giacomo, con angeli musicanti opera di Jacopino Scipioni, che si trova conservata sull'altare maggiore a destra dell'abside della  chiesa di San Pancrazio nella via omonima, mentre il suo altare, sembra che sia quello presente nella Chiesa di Sant'Alessandro della Croce, composto da un'antica arca in pietra, ma di questo non rimangono documenti se non la tradizione orale. La moneta pergamino coniata nel palazzo Pacchiani Rivola si vuole che raffiguri la chiesa con le torri cittadine.
La colonna in pietra fu posta sul luogo dove si trovava l'edificio dal vescovo Giovanni Emo il 28 settembre 1621. La ricerca di Elia Fornoni pubblicata nel 1885 dal titolo La basilica alessandrina e i suoi dintorni, da una descrizione particolareggiata della basilica in base alla documentazione da lui reperita confermando la sua originare conformazione che la farebbe risalire al IV e V secolo, con un importante restauro realizzato dal vescovo Adalberto dopo che la città fu saccheggiata dalla guerra con re Arnolfo. Fu poi l'ingegnere Luigi Angelini a curarne i successivi studi nel XIX secolo grazie all'interessamento di papa Giovanni XXIII. In una ricerca del 1961 sulla colonna risultò non essere in pietra di Sarnico, ma di granito di Numidia, materiale usato in epoca romana, si desume che la chiesa fu edificata sopra un antico tempio romano.